# Vall Klang
La Vall Klang (en malai: Lembah Klang, en xinès:巴生河流域, pinyin: Ba shēng hé liúyù), és una àrea que abasta Kuala Lumpur i els seus suburbis, ciutats i pobles veïns a l'estat de Selangor, a Malàisia. Està geogràficament delimitat al nord i est per les Muntanyes Titiwangsa i a l'oest per l'Estret de Malaca. L'aglomeració urbana té una població total de més de 4 milions de persones (2004), i és el cor de la indústria i el comerç d'aquest país. En l'últim cens, la població a la vall de Klang s'havia ampliat a 4,7 milions; el 2006, la població en aquesta àrea es va estimar en 6 milions. A la vall Klang hi viuen un gran nombre d'emigrants d'altres estats de Malàisia i de treballadors estrangers, en gran part d'Indonèsia, Índia i Nepal.
El nom de la vall s'origina en el Riu Klang, el principal riu que hi flueix, estretament relacionat amb el desenvolupament primerenc de la zona com un conjunt de pobles miners d'estany al segle xix.
No hi ha designació oficial dels límits que conformen la vall Klang, però sovint se suposa que abasten les següents àrees:
- Kuala Lumpur i els suburbis
- Ciutats i pobles als voltants de Kuala Lumpur
- Putrajaya
- Algunes zones de Selangor